# Öffentliches Amt
Als öffentliches Amt (althochdt. ambath; mittelhochdt. ambathe, gallisch ambactus) bezeichnet man einen Dienst, der innerhalb der Exekutive und Judikative von Personen ausgeübt wird.
Dieser Dienst wird entweder durch Wahl der Legislative oder durch Direktwahl der wahlberechtigten Bevölkerung oder durch die Leitung der Ministerien vergeben. Verschiedene Denkrichtungen sehen eine Trennung von Amt und Mandat als wünschenswert an. Deutsche Bundesrichter werden durch den Deutschen Bundestag und den Bundesrat gewählt. Amtsrichter und Lehrer werden z. B. durch das jeweils zuständige Ministerium ernannt.
Amtsträger legen einen Amtseid beziehungsweise ein Gelöbnis ab und tragen manchmal eine Amtstracht (z. B. Robe oder Talar), Uniformen und/oder Symbole (z. B. Amtskette) und können Siegel führen. Damit gibt sich die Amtsperson als Inhaber dieses öffentlichen Amtes aus. Dies betrifft heutzutage aber nur noch besonders herausgehobene öffentliche Ämter.
Ein öffentliches Amt kann eine bezahlte Stelle oder ein unbezahltes Ehrenamt sein.
Nach Art. 33 Abs. 2 des deutschen Grundgesetzes (GG) haben alle Deutschen nach Eignung, Befähigung und fachlicher Leistung gleichen Anspruch auf Zulassung zu einem öffentlichen Amt. Die religiös oder politisch gebundene Vergabe öffentlicher Ämter ist zudem vor Art. 3 Abs. 3 Satz 1 GG und weiteren ähnlich gelagerten besonderen Gleichheitssätzen rechtfertigungsbedürftig und daher nur in Ausnahmefällen zulässig.
Die Amtsinhaber (Beamte oder Richter) sind an Recht und Gesetz gebunden (Art. 20 GG), deren Verletzung oder Missbrauch disziplinar- oder strafrechtlich verfolgt werden kann. (Siehe auch unter Staatshaftung.)